# کرک برادفوت
کرک برادفوت (انگلیسی: Kirk Broadfoot؛ زادهٔ ۸ اوت ۱۹۸۴) بازیکن فوتبال اهل بریتانیا است.
از باشگاه‌هایی که در آن بازی کرده‌است می‌توان به باشگاه فوتبال کیلمارنوک، باشگاه فوتبال رنجرز، باشگاه فوتبال سنت میرن، باشگاه فوتبال روترهام یونایتد، و باشگاه فوتبال بلکپول اشاره کرد.
وی همچنین در تیم‌ ملی فوتبال زیر ۲۱ سال اسکاتلند بازی کرده‌است.